# Moreda (Aller)
Moreda (Morea en asturiano, Morea/Moreda oficialmente) es un lugar y una parroquia del concejo asturiano de Aller, en España. En sus 27,98 km² habitan un total de 4.840 personas (2011) siendo la mayor población del municipio. Está a 12 km de Cabañaquinta, la capital municipal, y a 27 de Oviedo
El 11 de noviembre celebra la Fiesta de los Humanitarios, declarada de interés turístico nacional. La fiesta fue fundada y es organizada anualmente por la Sociedad Humanitarios de San Martín, que en 2007 recibieron  Premio Príncipe de Asturias al Pueblo Ejemplar

## Historia

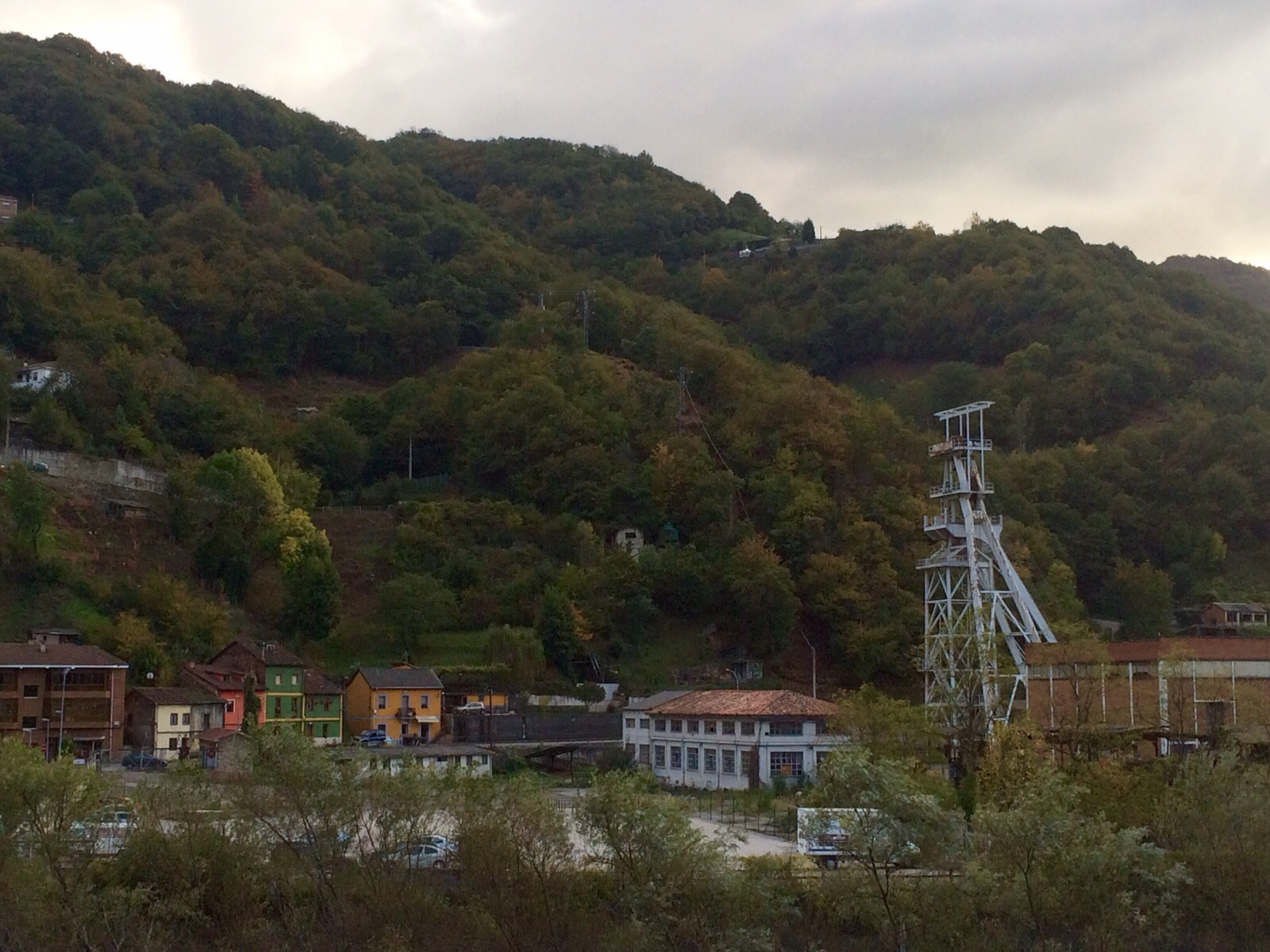
Pozo San Antonio

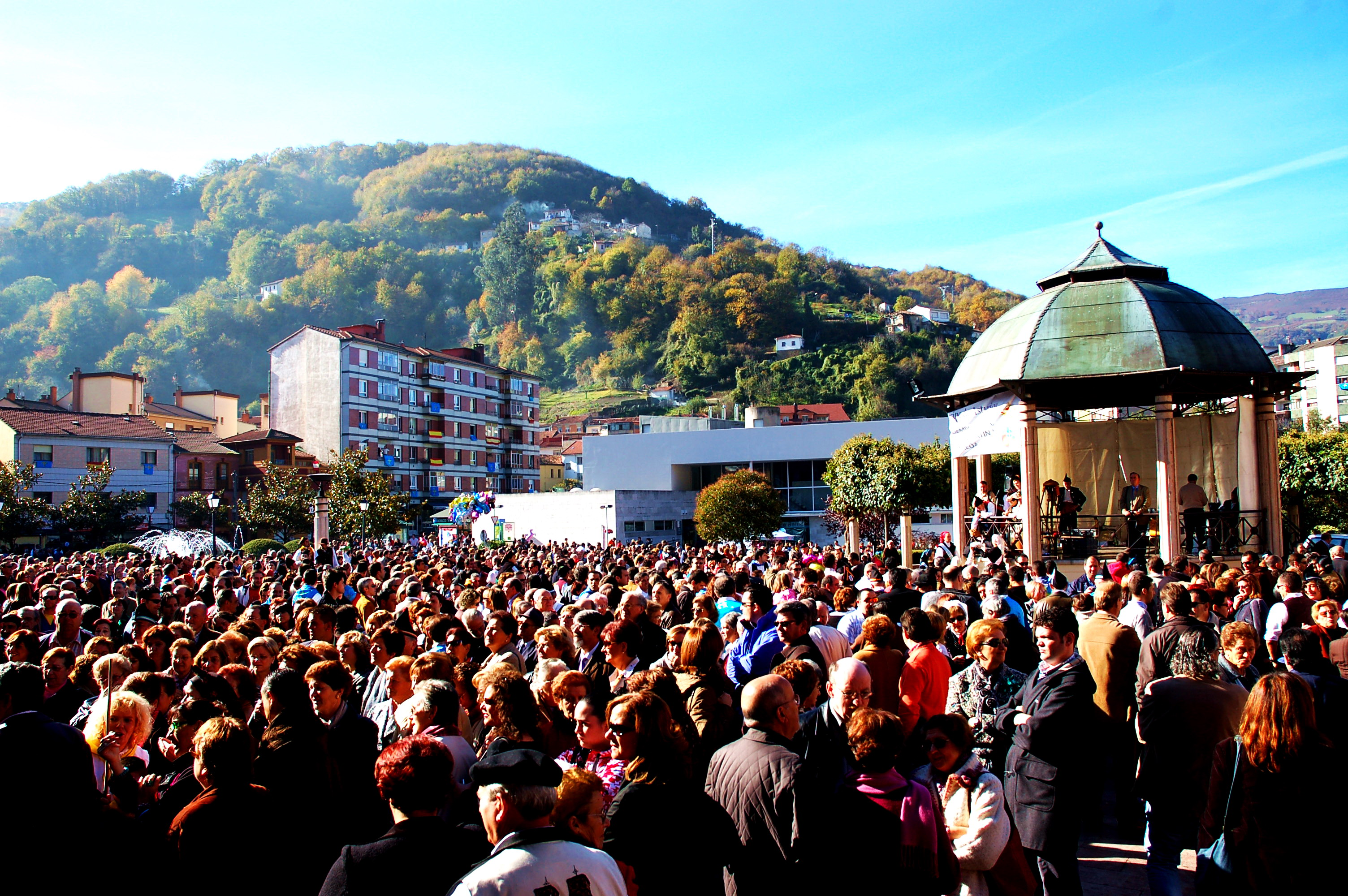
Fiesta de los Humanitarios en la plaza de la Iglesia

En Moreda se constata una capilla, en el lugar de la actual iglesia parroquial, desde el siglo XIV, y la existencia de un monasterior, Santa Eugenia, en la Edad Media. Sin embargo es a partir del siglo XIX, con el comienzo de la explotación minera, cuando el desarrollo de la localidad se hace notable. Con la llegada de la extracción de hulla, Moreda contó con numerosos comercios, cine y teatro, colegios, etc. En la Guerra Civil es destruida su antigua iglesia de San Martín, reconstruida en la posguerra, y en el periodo de autarquía se construyen varias barriadas.
En el siglo XX, la compañía Hullera Asturiana S.A. fue la empresa que controló las explotaciones mineras del bajo Aller, entre ellas del pozo de San Antonio que se encuentra en Moreda. Este, junto con los pozos de Santiago y San Jorge situados en esta zona del concejo de Aller, fueron una de las principales explotaciones aportadas a Hunosa en sus orígenes. 
Con la reconversión industrial y el final de la minería, Moreda ha perdido en pocos años casi la mitad de su población, siendo aun así el principal núcleo del concejo de Aller. Ha sido escenario de algunas películas como La torre de Suso y Futuro: 48 horas, donde se recrea la localidad de Ermua durante el secuestro de Miguel Ángel Blanco.
Moreda está formado por los barrios de Les Ferraes, Campera, La Barraca, La Cortina, La Viñona, El Carmen, San Isidro, Sotiello, Tartiere, La Casanueva, y el Caleyón.
Cuenta con los principales servicios del concejo de Aller como el IES Valle de Aller, el mayor centro de salud, la casa de cultura o el teatro cine Carmen.

## Entidades de población
Localidades que forman parte de la parroquia:
| - Agüeria (Güeria) - Arriondo (Riondo) - Los Bustios - Cabanielles (Cabanieḷḷes) - Canto la Silla (El Quentu la Silla) - Casanueva (La Casanueva) - La Cascayera - La Caseta - El Castro (El Questru) - La Collada (La Coḷḷá) | - La Conforcada (La Conforcá) - La Cortina - Entrebú (L’Entrebú) - La Felguerosa - Felguerúa - La Florida (La Floría) - La Fontona - Labayos (Ḷḷavayos) - Las Llanas (Les Yanes) - Llandemieres (Yandemieres) | - La Maravilla - Moreda (Morea/Moreda) - Moreda de Arriba (Morea Riba) - Oyanco (L’Oyanco) - Pedreo - La Polea - El Rasón - Rayán - La Rumiá - Santo Tomás (Santu Tomás) | - Los Torneros - Valdevero - El Valle (El Vaḷḷe) - Villanueva (Viḷḷanueva) - Xagual - Arnoste - Coaña (La Cuaña) - Omeo - Pontón del Valle (El Pontón del Vaḷḷe) - Cabanón (El Cabanón) | - Naveo - Torneros de Oyanco (Los Torneros de L'Oyanco) |

## Elementos de interés
- Pozo San Antonio
- Iglesia de San Martín
- Pozo Santiago
- Estación de FEVE
- Casona de La Campera o del Obispado
- Capilla de San Roque

## Infraestructuras
Moreda cuenta ferrocarril de cercanías Renfe AM (Línea F8) y líneas regulares de autobús a Mieres (y comarca) y Oviedo.

## Moredenses célebres
- Graciano García García, periodista.
- Rosa María Lobo, cantante.